# Euphorbia portulacoides subsp. collina
Euphorbia portulacoides subsp. collina (Phil.) Croizat es una especie fanerógama perteneciente a la familia Euphorbiaceae.

## Distribución
Es endémica de Chile.
También se puede encontrar en la Ecorregión del monte, en Argentina.

## Descripción
Es una pequeña planta con hojas carnosas sin espinos.

## Sinonimia

### Sinónimos homotípicos
- Euphorbia collina Phil.
- Tithymalus collinus (Phil.) Klotzsch & Garcke
- Euphorbia portulacoides var. collina (Phil.) Croizat

### Sinónimos heterotípicos
- Euphorbia andina Phil.
- Tithymalus chrysophyllus Klotzsch & Garcke
- Euphorbia chrysophylla (Klotzsch & Garcke) Klotzsch ex Boiss.
- Euphorbia patagonica Hieron.
- Euphorbia portulacoides var. glaucescens Chodat & Wilczek
- Euphorbia portulacoides var. spathulata Chodat & Wilczek
- Euphorbia dasyclada Dusén
- Euphorbia portulacoides var. minor Hicken
- Euphorbia portulacoides subsp. nahuelhuapina Croizat
- Euphorbia collina var. andina (Phil.) Subils
- Euphorbia collina var. chrysophylla (Klotzsch & Garcke) Subils
- Euphorbia collina var. glaucescens (Chodat & Wilczek) Subils
- Euphorbia collina var. minor (Hicken) Subils
- Euphorbia collina var. nahuelhuapina (Croizat) Subils
- Euphorbia collina var. patagonica (Hieron.) Subils
- Euphorbia collina var. spathulata (Chodat & Wilczek) Subils[1]